# VESA Display Power Management Signaling
VESA Display Power Management Signaling (DPMS) — стандарт консорціуму VESA, що визначає функції управління енергозбереженням комп'ютерних моніторів за допомогою відеокарти (наприклад, відключення монітора, якщо комп'ютер не використовувався певний час).

## Історія
Стандарт DPMS 1.0 представлений VESA в 1993 році, він був заснований на більш ранньому стандарті Energy Star. Наступні релізи були представлені у вигляді спеціальних розширень відео-BIOS.

## Суть
Стандарт визначає варіанти управління лініями горизонтальної та вертикальної синхронізації через стандартний VGA-роз'єм. Різні комбінації сигналів визначають рівні енергоспоживання монітора.
DPMS розрізняє 4 рівня роботи монітора: нормальний, що чекає, що спить, й відключений:
|             | Горизонтальна синхронізація | Вертикальна синхроніцація | Потужність | Час увімкнення |
| ----------- | --------------------------- | ------------------------- | ---------- | -------------- |
| Нормальний  | Вмк                         | Вмк                       | 100%       | -              |
| Що чекає    | Вимк                        | Вмк                       | < 80%      | ~1 сек.        |
| Що спить    | Вмк                         | Вимк                      | < 30 Вт    | ~5 сек.        |
| Відключений | Вимк                        | Вимк                      | < 8 Вт     | ~20 сек.       |